# Bernhard Thalheim

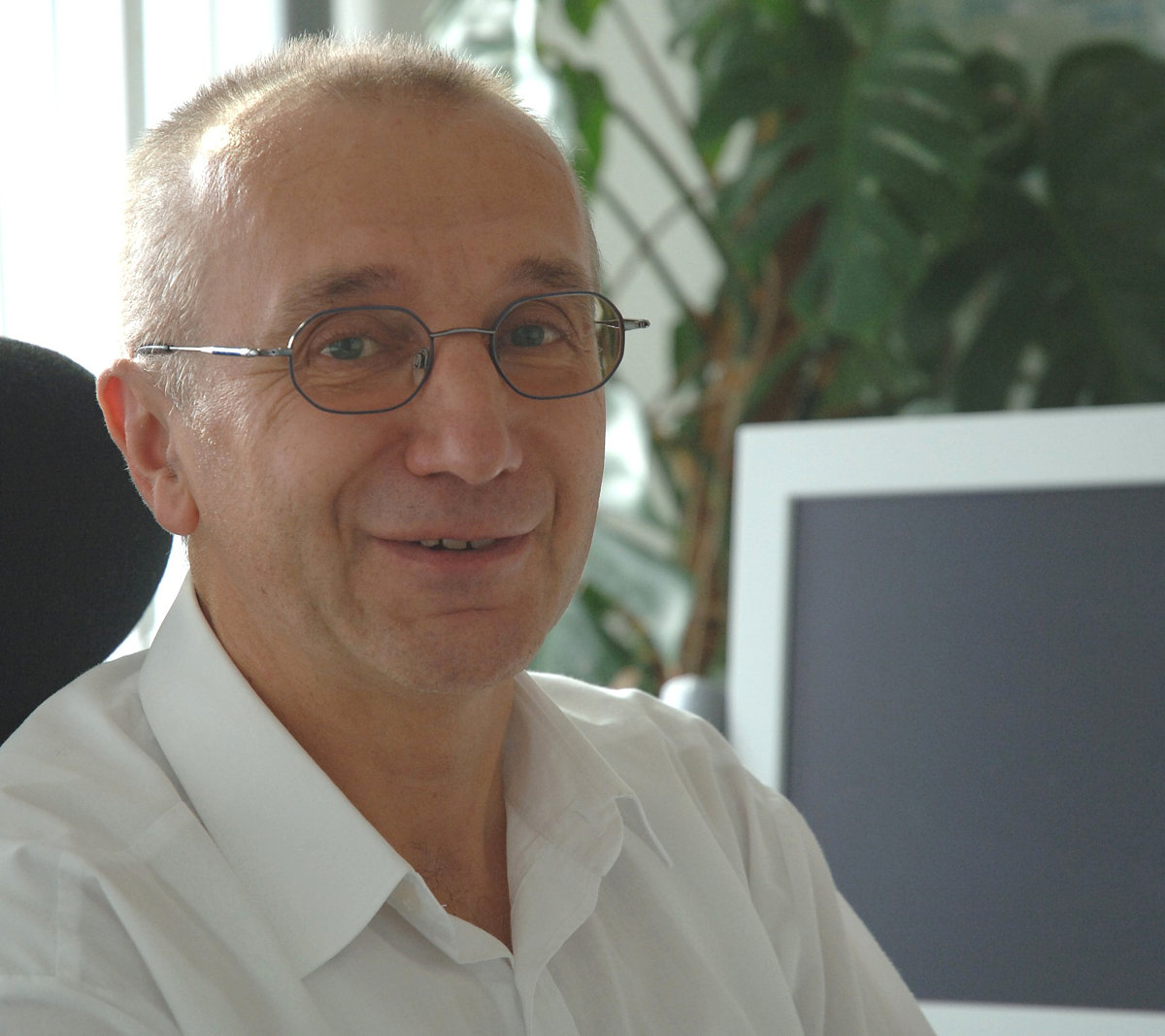
Bernhard Thalheim

Bernhard Thalheim (* 10. März 1952 in Radebeul) ist ein deutscher Informatiker und Universitätsprofessor. Er veröffentlicht grundlegende Beiträge zur konzeptuellen Modellierung und der ihr zugrunde liegenden Theorie.

## Leben
Von 1971 bis 1975 studierte Thalheim Mathematik an der Technischen Universität Dresden. Im Jahr 1979 wurde er zum Dr. rer. nat. in Diskreter Mathematik an der Lomonossow-Universität promoviert. 1985 habilitierte er sich an der Technischen Universität Dresden im Bereich der Theoretischen Informatik.
Von 1986 bis 1989 war Thalheim als Dozent an der Technischen Universität Dresden tätig. Anschließend lehrte und forschte er von 1989 bis 1993 als Professor und Lehrstuhlinhaber an der Universität Rostock. In den Jahren 1993 bis 2003 war er als Dekan und Professor an der Brandenburgischen Technischen Universität Cottbus tätig. Von 2003 bis 2020 war er Professor an der Christian-Albrechts-Universität zu Kiel und leitete den Lehrstuhl Technologie der Informationssysteme.
Darüber hinaus war Bernhard Thalheim Gastprofessor an der Universität von Kuwait von 1988 bis 1990 und in den Jahren 1999, 2002, 2003, 2004, 2006 und 2008 Gastprofessor der Universität Klagenfurt (Alpen-Adria-Universität Klagenfurt) in Österreich. Im Jahr 2003 war er Gastprofessor am Alfréd Rényi Institut für Mathematik der Ungarischen Akademie der Wissenschaften sowie 2006 Gastprofessor an der Massey University in Neuseeland.
Im Jahr 2005 wurde er wegen seiner Leistungen im Bereich des Information Systems Engineering Kolmogorow-Professor e. h. der Lomonossow-Universität und war damit der fünfte Wissenschaftler weltweit, der auf diese Weise ausgezeichnet wurde. Am 22. Oktober 2008 erhielt er den Peter P. Chen Award für seine herausragenden Beiträge zum Forschungsbereich der Konzeptionellen Modellierung.
Er ist Gründer des deutschen Zweigs der DAMA, Vize-Chair des Steering Committee der FoIKS-Konferenzen und Mitglied des Steering Committee weiterer Konferenzen, u. a. ER, ADBIS, ASM und NLDB. Er ist Herausgeber von Data and Knowledge Engineering sowie weiteren Zeitschriften und Mitglied des Beirats von Dataport.

## Wissenschaftliche Beiträge

### Konzeptuelle Modellierung
Thalheim veröffentlichte grundlegende Beiträge zur Conceptual modeling theory und der Science of Conceptual Modeling auf unterschiedlichen Abstraktionsebenen und Anwendungsbereichen. Dazu gehören das von ihm entwickelte Higher-Order Entity-Relationship Model, das Buch Dependencies in Relational Databases und die Kapitel 6, 12 sowie 17 des Handbook of Conceptual Modeling.
Das Higher-Order Entity-Relationship Model (HERM) und das Buch Dependencies in Relational Databases dienen als Grundlage von Systemanalyse- und Design-Methoden, CASE-Werkzeugen und Repository-Systemen. Das HERM ist Basis für eine Reihe kommerzieller Projekte in Deutschland sowie Europa und wird als Referenz für Grundlagen von Datenbankmanagementsystemen und Entity-Relationship-Modellierung zitiert. 
Das von Thalheim entwickelte HERM hat seine Wurzeln bei A.P.G. Brown bzw. dessen Erfindung des Entity-Relationship-Modell-Konzepts, greift aber auch andere, grundlegende Ideen früher Arbeiten auf, wie z. B. von Peter Chen, die vor allem von Praktikern entwickelt und vorangetrieben wurden.

### Konzeptuelle Modellierung für IT-Grundlagen
Wissenschaftliche Beiträge zum Thema conceptual modeling foundations and theory forming überspannen einen Bereich von IT-Problemlösungsarbeiten, wie z. B. die Semantik in Datenbanken für generalisierte, funktionale Abhängigkeiten für einen benutzerfreundlichen Datenbank Entwurf; Co-Design als ganzheitlichen Ansatz für Kollaboration und Kooperation beim Entwurf von Informationssystem-Anwendungen; Mikro-, Meso- und Makroebene der Arbeitsprozesse von Benutzern zur Entwicklung von Collaboration Frameworks für verteilte Web-Information-Systeme; die Konzeptualisierung von Theorien in verschiedenen Anwendungsbereichen als Grundlage für Content-Management-Systeme; Model Suites als Entwurfstheorie und Grundlage von Multi-Model Engineering für den Umgang mit Informationssystem-Modellen und deren Komplexität bei Auftreten von Evolution; Business Process Modeling und Notationen, die über die Modellierung von Geschäftsprozessen hinausgehen führen zu Datenbankmanagement Grundlagen; und die systematische Entwicklung von Internet-Sites für die Entwicklung von Webinformationssystemen.

### Datenbankentwurfswerkzeuge
RADD Rapid application and database development (Werkzeugkasten für die Entwicklung von Strukturen, constraints, Funktionen, Sichten und Schnittstellen für Datenbanksysteme)
VisualSQL (Visual database querying) Visuelle Datenbankprogrammierung – VisualSQL

## Publikationen (Auswahl)
- 2020. The triptych of conceptual modeling. With Heinrich C. Mayr Softw Syst Model 20, 7–24 (2021). doi:10.1007/s10270-020-00836-z
- 2019. Semantics and Inferences on Storyboarding. With Klaus-Dieter Schewe, in: Design and Development of Web Information Systems. Springer, Berlin, Heidelberg. doi:10.1007/978-3-662-58824-6_4
- 2018. Conceptual Model Notions – A Matter of Controversy: Conceptual Modelling and its Lacunas. In: Enterprise Modelling and Information Systems Architectures (EMISAJ) Vol. 13 (2018), doi:10.18417/emisa.si.hcm.1
- 2017. General and Specific Model Notions. In (Kirikova M., Nørvåg K., Papadopoulos G. (eds)) Advances in Databases and Information Systems. ADBIS 2017. Lecture Notes in Computer Science, vol 10509. Springer, Cham. doi:10.1007/978-3-319-66917-5_2
- 2016. Supporting Culture-Aware Information Search. With Hannu Jaakkola. In: Frontiers in Artificial Intelligence and Applications Ebook Volume 292: Information Modelling and Knowledge Bases XXVIII, doi:10.3233/978-1-61499-720-7-161Series
- 2015. W∗H: The Conceptual Model for Services. With A. Dahanayake. In: Correct Software in Web Applications and Web Services. Texts & Monographs in Symbolic Computation, Springer, Cham. doi:10.1007/978-3-319-17112-8_5
- 2014. The Conceptual Model ≈ An Adequate and Faithful Artifact Enhanced by Concepts. In (T. Tokuda and Y. Kiyoki eds.): Information Modelling and Knowledge Bases XXV, Band 25, EBSCO Vol. 260 of Frontiers in Artificial Intelligence and Applications, IOS Press, 2014, ISBN 1-61499-361-0, ISBN 978-1-61499-361-2
- 2013. Dependencies in Relational Databases. Teubmer Texte zur Mathematik, Band 126
- 2011. Handbook of Conceptual Modeling: Theory, Practice, and Research Challenges. With David W. Embley(eds.), Springer ISBN 3-642-15864-1
- 2011. Semantics in Data and Knowledge Bases. With Klaus-Dieter Schewe (eds.), 4th International Workshops, SDKB 2010, Bordeaux, France, July 5, 2010, Revised Selected Papers Springer.
- 2010. Advances in Databases and Information Systems – 14th East European Conference. With Barbara Catania, and Mirjana Ivanovic (eds.), ADBIS 2010, Novi Sad, Serbia, September 20–24, Proceedings Springer.
- 2008. Semantics in Data and Knowledge Bases. With Klaus-Dieter Schewe (eds.), Third International Workshop, SDKB 2008, Nantes, France, March 29, 2008, Revised Selected Papers Springer.
- 2008. Web Information Systems Engineering – WISE 2008. With James Bailey, David Maier, Klaus-Dieter Schewe, and Xiaoyang Sean Wang (eds.), 9th International Conference, Auckland, New Zealand, September 1–3, 2008. Proceedings Springer.
- 2007. Conceptual Modeling – ER 2007. With Christine Parent, Klaus-Dieter Schewe, and Veda C. Storey (eds.), 26th International Conference on Conceptual Modeling, Auckland, New Zealand, November 5–9, 2007, Proceedings Springer.
- 2004. Abstract State Machines 2004. Advances in Theory and Practice. with Wolf Zimmermann(eds.) 11th International Workshop, ASM, Lutherstadt Wittenberg, Germany, May 24–28, 2004. Proceedings Springer,
- 2004. Web Information Systems. With Christoph Bussler, Suk-ki Hong, Woochun Jun, Roland Kaschek, Kinshuk, Shonali Krishnaswamy, Seng Wai Loke, Daniel Oberle, Debbie Richards, Amit Sharma, and York Sure (eds.), WISE 2004 International Workshops, Brisbane, Australia, November 22–24, 2004. Proceedings Springer.
- 2003. Semantics in Databases. With Leopoldo E. Bertossi, Gyula O. H. Katona, and Klaus-Dieter Schewe (eds.), Second International Workshop, Dagstuhl Castle, Germany, January 7–12, 2001, Revised Papers Springer.
- 2003. Advances in Databases and Information Systems. With Leonid A. Kalinichenko, Rainer Manthey, and Uwe Wloka (eds.),7th East European Conference, ADBIS 2003, Dresden, Germany, September 3–6, 2003, Proceedings Springer.
- 2000. Entity-Relationship Modeling Foundations of Database Technology. Springer, Berlin 2000, ISBN 3-540-65470-4.
- 2000. Current Issues in Databases and Information Systems, East-European Conference on Advances in Databases and Information Systems. With Julius Stuller, Jaroslav Pokorný, and Yoshifumi Masunaga (eds.), Held Jointly with International Conference on Database Systems for Advanced Applications, ADBIS-DASFAA 2000, Prague, Czech Republic, September 5–8, 2000, Proceedings Springer.
- 2000. Foundations of Information and Knowledge Systems. With Klaus-Dieter Schewe (eds.), First International Symposium, FoIKS 2000, Burg, Germany, February 14–17, 2000, Proceedings Springer.
- 1999. Conceptual Modeling: Current Issues and Future Directions (Lecture Notes in Computer Science) With Peter Chen, Jacky Akoka, and Hannu Kangassalo (eds.).
- 1991. Dependencies in relational databases. published by Teubner.
- 1989. Practical Database Design Methodologies. Kuwait University Press.